# E3 Harelbeke 1990
De E3 Harelbeke 1990 is de 33e editie van de wielerklassieker E3 Harelbeke en werd verreden op 24 maart 1990. Søren Lilholt kwam na 201 kilometer als winnaar over de streep.

## Uitslag
| Plaats  | Naam                    | Ploeg                | Tijd     |
| ------- | ----------------------- | -------------------- | -------- |
| Winnaar | Søren Lilholt           | Histor-Sigma         | 5u01’00” |
| 2       | Fabio Roscioli          | Del Tongo            | + 17”    |
| 3       | Adrie van der Poel      | Weinmann-SMM Uster   | + 21”    |
| 4       | Jelle Nijdam            | Buckler              | z.t.     |
| 5       | Wilfried Peeters        | Histor-Sigma         | z.t.     |
| 6       | Hendrik Redant          | Lotto-Super Club     | z.t.     |
| 7       | Gianluca Bortolami      | Diana-Colnago-Animex | z.t.     |
| 8       | Jean-Marie Wampers      | Panasonic-Sportlife  | z.t.     |
| 9       | Rik Van Slycke          | Histor-Sigma         | z.t.     |
| 10      | Gilbert Duclos-Lassalle | Z                    | z.t.     |